# 古橋岳也
古橋 岳也（ふるはし がくや　1987年10月15日 - ）は、日本の元プロボクサー。神奈川県川崎市出身 。第44代・第46代日本スーパーバンタム級王者。川崎新田ボクシングジム所属。

## 来歴
2007年4月17日、日本体育大学体育学部在学中にプロデビューを果たし、デビュー戦勝利。
2008年11月2日、東京･後楽園ホールで東日本新人王運営委員会主催の「第65回東日本新人王決勝戦」が行われ、片桐秋彦(川崎新田)との同門対決を制し、東日本新人王となる。三賞(最優秀選手賞、技能賞、敢闘賞)のうち「敢闘賞」を受賞した。
2008年12月21日、東京･後楽園ホールで日本プロボクシング協会主催の「第55回全日本新人王決勝戦」が行われ、越智大輔(ビッグアーム)に勝利し、全日本新人王に輝く。三賞のうち「技能賞」を受賞した。
2009年7月15日、後楽園ホールで北村ダビデと対戦し、5回1分54秒TKO勝ちを収めた。
2009年11月17日、後楽園ホールで若生然太と対戦し、8回判定勝ちを収めた。
2010年4月26日、後楽園ホールで太田ユージと対戦し、8回0-3の判定負けを喫した。
2011年6月17日、後楽園ホールで船井龍一と対戦し、8回1-2の判定負けを喫した。
2011年8月16日、川崎市のとどろきアリーナで土居コロニータ伸久と対戦し、初回1分22秒KO勝ちを収めた。
2012年9月26日、川崎市のとどろきアリーナで長井一と対戦し、8回0-2（75-77、76-77、77-77）の判定負けを喫した。
2013年6月24日、後楽園ホールで鈴木徹と対戦し、7回2分18秒TKO勝ちを収めた。
2013年10月22日、後楽園ホールで守崎将己と対戦し、2回2分59秒TKO勝ちを収めた。
2014年4月10日、後楽園ホールで中野敬太と対戦し、8回3-0（2者が77-75、79-74）の判定勝ちを収めた。
2014年11月18日、後楽園ホールでウォラウィット・オースポットジムと対戦し、初回2分2秒KO勝ちを収めた。
2015年4月30日、東京･後楽園ホールにおいて、デビュー9年目にして初の日本タイトル戦、「第36回チャンピオンカーニバル」にて日本スーパーバンタム級王者小國以載(角海老宝石)に挑戦し、判定0-1(2者が95-95、94-96)で引き分けに終わり日本王座獲得はならなかった。
2015年8月7日、後楽園ホールで行われた「ホープフルファイトvol.19」で石本康隆(帝拳)とスーパーバンタム級8回戦を行い、8回0-3（75-76、76-77、75-77）の判定負けを喫した。
2016年3月6日、川崎市のとどろきアリーナで渡部大介と対戦し、8回0-3（2者が76-77、75-77）の判定負けを喫した。
2016年6月7日、後楽園ホールで鈴木鹿平と対戦し、8回2分52秒TKO勝ちを収めた。
2016年10月1日、東京･後楽園ホールで行われた「第554回ダイナミックグローブ」日本スーパーバンタム級タイトルマッチ10回戦にて王者石本康隆(帝拳)と対戦し、10回2分27秒TKO負けを喫しまたも王座を獲得出来なかった。
2017年5月1日、後楽園ホールで本田正二郎と対戦し、3回1分50秒KO勝ちを収めた。
2017年9月22日、後楽園ホールで高林良幸と対戦し、8回3-0（79-74、79-73、80-72）の判定勝ちを収めた。
2018年3月3日、川崎市のカルッツかわさきで掃部真志と対戦し、6回1分56秒KO勝ちを収めた。
2018年7月12日、後楽園ホールで相川学己と対戦し、7回51秒TKO勝ちを収めた。
2018年10月22日、後楽園ホールで上野太一と対戦し、4回1分40秒TKO勝ちを収めた。
2018年12月9日、ベトナム・ホーチミン市PhuThoスポーツセンターで「日越ボクシング交流フェスティバル・サムライファイトvol.2」のメインでユッティチャイ・ワンナウオンとOPBF東洋太平洋スーパーバンタム級シルバー王座決定戦を行い、3回2分0秒TKO勝ちを収め王座を獲得した。日越親善交流の発展を目的とした「日越外交関係樹立45周年記念事業」として外務省からの認定を受け、ベトナム初のプロボクシング公式タイトル戦として行われた。
2019年5月19日、富士市のふじさんめっせで堀池雄大と対戦し、8回1分23秒TKO勝ちを収めた。
2019年9月13日、後楽園ホールで田村亮一と日本スーパーバンタム級最強挑戦者決定戦を行い、8回3-0（77-76、77-75、78-75）で判定勝ちを収めた。
2021年1月22日、後楽園ホールで開催された「第41回チャンピオンカーニバル DANGAN238」にて日本スーパーバンタム級王者久我勇作(ワタナベ)に対して 9回24秒TKO勝ちを収め王座を獲得した。
2021年8月2日、後楽園ホールにて開催された「ホープフルファイトvol.35」にて日本スーパーバンタム級6位の花森成吾（JB SPORTS）に3回1分12秒TKO勝ちを収め初防衛に成功した。9月8日に東日本ボクシング協会主催2021年8月の「敢闘賞」に選ばれた。
2022年1月25日、後楽園ホールで開催された「第42回チャンピオンカーニバル ホープフルファイトvol.36」にて前王者で日本スーパーバンタム級1位の久我勇作(ワタナベ)とリマッチを行い、10回0-1（94-96、2者が95-95）の引き分けに終わったが2度目の防衛に成功した。
2022年6月7日、さいたまスーパーアリーナでWBOアジアパシフィックスーパーバンタム級王者の井上拓真と対戦し、12回0-3(109-119、108-120×2)の判定負けを喫しWBOアジアパシフィック王座獲得及び日本王座の3度目の防衛に失敗、王座から陥落した。
2022年12月26日、後楽園ホールで井上拓真の返上に伴う日本スーパーバンタム級王座決定戦を日本スーパーバンタム級1位の田村亮一と3年振りの再戦を行い、10回2-1(2者が96-94、95-96)の判定勝ちを収め6ヶ月振りの王座に返り咲いた。
2023年1月20日、川崎新田ジムにて会見し、現役引退を発表した。
2023年4月27日、後楽園ホールで開催された「川崎新田ジム20周年記念興行ホープフルファイトvol.39」にて引退セレモニー。

## エピソード
- 川崎市立久地小学校、川崎市立稲田中学校を通じて軟式野球をしていたが、漫画『はじめの一歩』に感化され、神奈川県立生田東高等学校在学時よりボクシングを始める。

- 王座を獲得した日本スーパーバンタム級タイトルマッチの応援団長には、ジムと関係の深いJリーグ・川崎フロンターレのマスコットである「ふろん太」が就いた[42]。

- 川崎新田ジムを支えてきた孫創基トレーナーがキックボクシングジム「RBムエタイ武蔵新城」を立ち上げ独立したため日本スーパーバンタム級タイトルマッチ防衛戦から笠康次郎トレーナーの指導を受けている[43]。
- 岳也という名は家族のメンバーの名前から取っている。

## 戦績
- プロ：40戦29勝(16KO) 9敗 2分

| 戦           | 日付           | 勝敗 | 時間     | 内容    | 対戦相手                         | 国籍 | 備考                                                                 |
| ------------ | -------------- | ---- | -------- | ------- | -------------------------------- | ---- | -------------------------------------------------------------------- |
| 1            | 2007年4月17日  | ☆    | 2R 1:46  | TKO     | 森拓平（新田）                   | 日本 | プロデビュー戦                                                       |
| 2            | 2007年11月1日  | ☆    | 4R       | 判定3-0 | 菅沼裕太（横浜さくら）           | 日本 |                                                                      |
| 3            | 2008年3月31日  | ☆    | 4R       | 判定3-0 | 笠原健人（ワタナベ）             | 日本 |                                                                      |
| 4            | 2008年5月16日  | ☆    | 4R       | 判定3-0 | 中島聖規（マナベ）               | 日本 |                                                                      |
| 5            | 2008年8月4日   | ☆    | 4R       | 判定3-0 | 和氣年邦（M.T.）                 | 日本 |                                                                      |
| 6            | 2008年9月25日  | ☆    | 4R       | 判定3-0 | 河端智之（ワタナベ）             | 日本 |                                                                      |
| 7            | 2008年11月2日  | ☆    | 5R       | 判定3-0 | 片桐秋彦（新田）                 | 日本 | 第65回東日本新人王決勝戦                                             |
| 8            | 2008年12月21日 | ☆    | 5R       | 判定3-0 | 越智大輔（ビッグアーム）         | 日本 | 第55回全日本新人王決定戦                                             |
| 9            | 2009年4月7日   | ★    | 8R       | 判定1-2 | 立木正祥（花形）                 | 日本 |                                                                      |
| 10           | 2009年7月15日  | ☆    | 5R 1:54  | TKO     | 北村ダビデ（E&Jカシアス）        | 日本 |                                                                      |
| 11           | 2009年11月17日 | ☆    | 8R       | 判定3-0 | 若生然太（輪島功一S）            | 日本 |                                                                      |
| 12           | 2010年4月26日  | ★    | 8R       | 判定0-3 | 太田ユージ（ヨネクラ）           | 日本 |                                                                      |
| 13           | 2011年6月17日  | ★    | 8R       | 判定1-2 | 船井龍一（ワタナベ）             | 日本 |                                                                      |
| 14           | 2011年8月16日  | ☆    | 1R 1:22  | KO      | 土居コロニータ伸久（ヨネクラ）   | 日本 |                                                                      |
| 15           | 2011年11月23日 | ☆    | 6R 1:10  | 判定2-0 | 斉藤修司（高崎）                 | 日本 |                                                                      |
| 16           | 2012年3月12日  | ★    | 8R       | 判定0-3 | コーチ義人（角海老宝石）         | 日本 |                                                                      |
| 17           | 2012年7月10日  | ☆    | 7R 2:48  | TKO     | 星野晃規（M.T.）                 | 日本 |                                                                      |
| 18           | 2012年9月26日  | ★    | 8R       | 判定1-2 | 長井一（ワタナベ）               | 日本 |                                                                      |
| 19           | 2013年6月24日  | ☆    | 7R 2:18  | TKO     | 鈴木徹（大橋）                   | 日本 |                                                                      |
| 20           | 2013年10月22日 | ☆    | 2R 2:59  | TKO     | 守崎将己（石丸）                 | 日本 |                                                                      |
| 21           | 2014年4月10日  | ☆    | 8R       | 判定3-0 | 中野敬太（KG大和）               | 日本 |                                                                      |
| 22           | 2014年11月18日 | ☆    | 1R 2:02  | KO      | ウォラウィット・オースポットジム | タイ |                                                                      |
| 23           | 2015年4月30日  | △    | 10R      | 判定0-1 | 小國以載（角海老宝石）           | 日本 | 日本スーパーバンタム級タイトルマッチ                                 |
| 24           | 2015年8月7日   | ★    | 8R       | 判定0-3 | 石本康隆（帝拳）                 | 日本 | 日本スーパーバンタム級挑戦者決定戦                                   |
| 25           | 2016年3月6日   | ★    | 8R       | 判定0-3 | 渡部大介（ワタナベ）             | 日本 |                                                                      |
| 26           | 2016年6月7日   | ☆    | 8R 2:52  | TKO     | 鈴木鹿平（E&Jカシアス）          | 日本 |                                                                      |
| 27           | 2016年10月1日  | ★    | 10R 2:27 | TKO     | 石本康隆（大橋）                 | 日本 | 日本スーパーバンタム級タイトルマッチ                                 |
| 28           | 2017年5月1日   | ☆    | 3R 1:50  | KO      | 本田正二郎（TEAM 10COUNT）       | 日本 |                                                                      |
| 29           | 2017年9月22日  | ☆    | 8R       | 判定3-0 | 高林良幸（RK蒲田）               | 日本 |                                                                      |
| 30           | 2018年3月3日   | ☆    | 6R 1:56  | KO      | 掃部真志（ワールドスポーツ）     | 日本 |                                                                      |
| 31           | 2018年7月12日  | ☆    | 7R 0:51  | TKO     | 相川学己（三迫）                 | 日本 |                                                                      |
| 32           | 2018年10月22日 | ☆    | 4R 1:40  | TKO     | 上野太一（石川ジム立川）         | 日本 |                                                                      |
| 33           | 2018年12月9日  | ☆    | 3R 2:00  | TKO     | ユッティチャイ・ワンナウオン     | タイ | OPBF東洋太平洋スーパーバンタム級シルバー王座決定戦                   |
| 34           | 2019年5月19日  | ☆    | 8R 1:23  | TKO     | 堀池雄大（帝拳）                 | 日本 |                                                                      |
| 35           | 2019年9月13日  | ☆    | 8R       | 判定3-0 | 田村亮一（JBスポーツ）           | 日本 | 日本スーパーバンタム級最強挑戦者決定戦                               |
| 36           | 2021年1月22日  | ☆    | 9R 0:24  | TKO     | 久我勇作（ワタナベ）             | 日本 | 日本スーパーバンタム級タイトルマッチ                                 |
| 37           | 2021年8月2日   | ☆    | 3R 1:12  | TKO     | 花森成吾（JBスポーツ）           | 日本 | 日本王座防衛1                                                        |
| 38           | 2022年1月25日  | △    | 10R      | 判定0-1 | 久我勇作（ワタナベ）             | 日本 | 日本王座防衛2                                                        |
| 39           | 2022年6月7日   | ★    | 12R      | 判定0-3 | 井上拓真（大橋）                 | 日本 | 日本・WBOアジアパシフィックスーパーバンタム級王座統一戦 日本王座陥落 |
| 40           | 2022年12月26日 | ☆    | 12R      | 判定2-1 | 田村亮一（JBスポーツ）           | 日本 | 日本スーパーバンタム級王座決定戦                                     |
| テンプレート |                |      |          |         |                                  |      |                                                                      |

## 獲得タイトル
- 第65回東日本バンタム級新人王（敢闘賞受賞）
- 第55回全日本バンタム級新人王（技能賞受賞）
- 第2代OPBF東洋太平洋スーパーバンタム級シルバー王座
- 第44代日本スーパーバンタム級王者（防衛2）
- 第46代日本スーパーバンタム級王者（防衛0=返上）